# Mitja Brulc
Mitja Brulc (Novo mesto, 7 dicembre 1979) è un ex calciatore sloveno, di ruolo centrocampista.

## Carriera

### Club
Brulc giocò per il Dravograd, per il Gorica e per il Celje. Firmò poi per i norvegesi del Molde. Debuttò nella Tippeligaen il 23 agosto 2004, schierato titolare nel pareggio per 1-1 sul campo del Lillestrøm.
Tornò poi al Celje e, in seguito, per il Maribor, per gli islandesi del Kópavogur e, dal 2008, nel Koper.